# 비 스윗
비 스윗(영어: Be Sweet, 본명: 강주희)은 대한민국의 싱어송라이터이다. 2013년 현재 싱글 3장, EP 앨범 1장, 정규 음반 2장을 발표했고, 밴드 피피치의 보컬 중 한명으로도 활동중이다. 2012년 7월에는 015B의 객원 보컬로 참여, 1장의 싱글 앨범을 발표했다.

## 음반 목록

### 정규 앨범
- 2011년 5월 17일 - 《Lost of Spring》
- 2013년 9월 3일 - 《새폴더(New Folder)》

### 싱글
- 2009년 6월 30일 - pAIN
- 2010년 8월 21일 - 《부탁》
- 2010년 12월 12일 - Cristmas

### EP
- 2012년 9월 《-bittersweet-》

### 관련 음반
- 2011년 7월 - 메이랜드의 《우연한 여행의 첫사랑》
- 2011년 11월 - 피피치의 《Loveade》
- 2012년 7월 30일 - 015B의 《80》

## 수상 경력
- 2010년 - 핑크리본캠페인 미디어컨텐츠부문 최우수상